# ادواردو ریکانیی
ادواردو ریکانیی (به ایتالیایی: Eduardo Ricagni) بازیکن فوتبال و اهل ایتالیا است که از سال ۱۹۵۳ میلادی عضو تیم ملی فوتبال ایتالیا بوده و در ۳ بازی ملی حضور داشته‌است. او در بازی‌های ملی‌اش ۲ گل به ثمر رساند.
ادواردو ریکانیی آخرین بازی ملی خود را در سال ۱۹۵۵ میلادی انجام داد.